# Talinum paniculatum
Espèce
Synonymes
- Calandrinia andrewskii H.Vilm.[1]
- Claytonia patens (L.) Kuntze[1]
- Helianthemoides patens (L.) Medik.[1]
- Portulaca paniculata Jacq.[2] [1] [3]
- Portulaca patens L.[3]
- Portulaca reflexa (Cav.) Haw.[1]
- Ruelingia patens (L.) Ehrh.[1]
- Talinum chrysanthum Rose & Standl.[2] [1]
- Talinum crassifolia[2]
- Talinum dichotomum Ruiz & Pav.[1]
- Talinum moritziana Kl. ex Rohrb. in Mart.[1]
- Talinum paniculatum var. sarmentosum (Engelm.) Poelln.[2] [1]
- Talinum patens Juss.[3]
- Talinum patens[2]
- Talinum reflexum Cav.[2] [1]
- Talinum sarmentosum Engelm.[1]
- Talinum spathulatum Engelm. ex Gray[2]

Talinum paniculatum est une plante vivace de la famille des Talinaceae, originaire d'Amérique, qui forme un buisson à racine tubéreuse.
Talinum paniculatum est cultivée en tant que plante ornementale ; d'autres espèces du genre talinum sont comestibles dont la Talinum fruticosum qui est très souvent cultivée dans les régions tropicales en tant que légume-feuille.

## Dénominations
- Nom scientifique valide : Talinum paniculatum (Jacq.) Gaertn.
- Noms vulgaires (vulgarisation scientifique) recommandés ou typiques en français : Faux ginseng[4]
- Autres noms vulgaires ou noms vernaculaires (langage courant) pouvant désigner éventuellement d'autres espèces : gros pourpier[3], herbe d'onze heures[3] à ne pas confondre avec la dame d'onze heures ou Ornithogale en ombelle (Ornithogalum umbellatum).

## Description

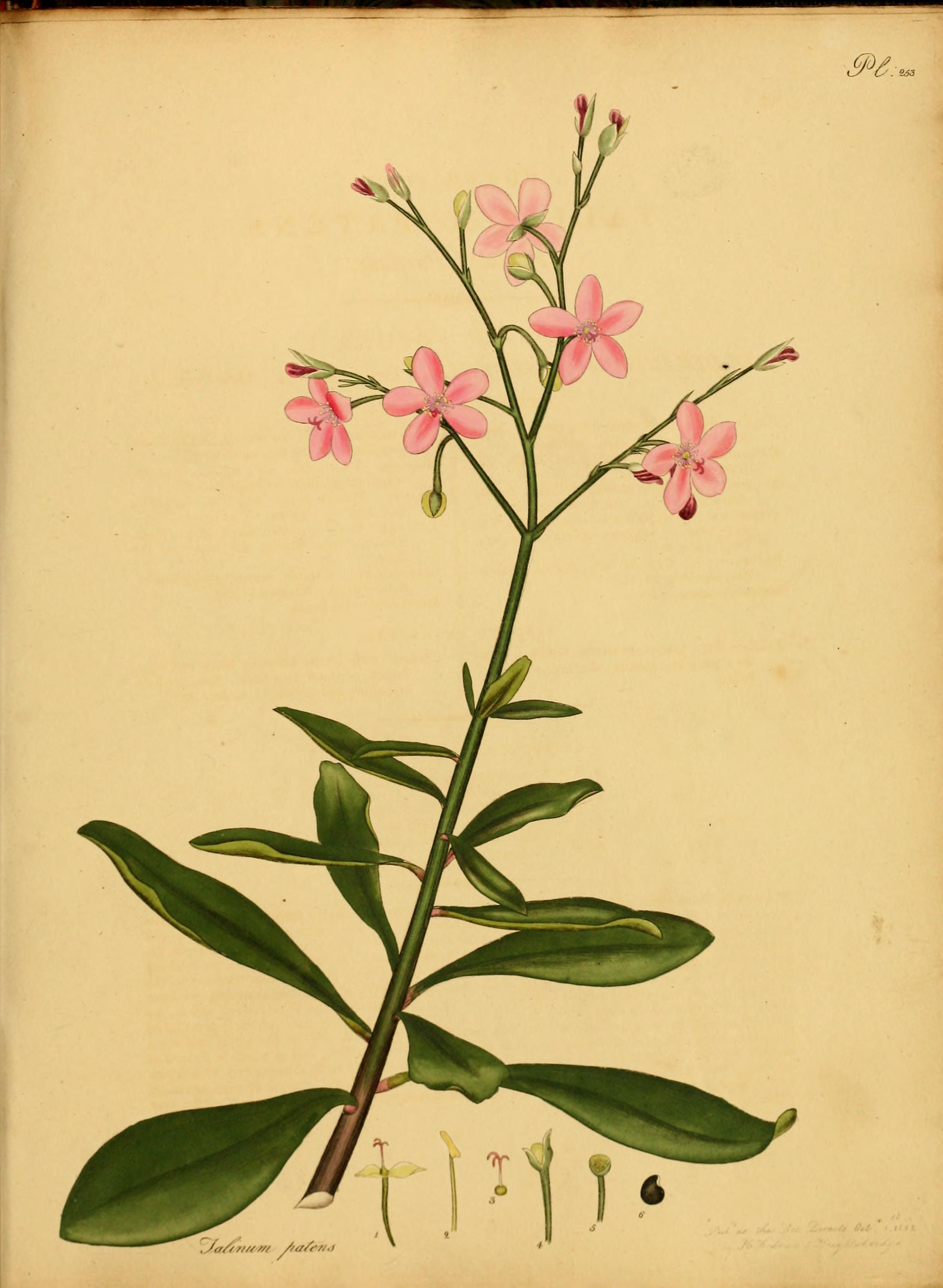
Planche botanique de 1797
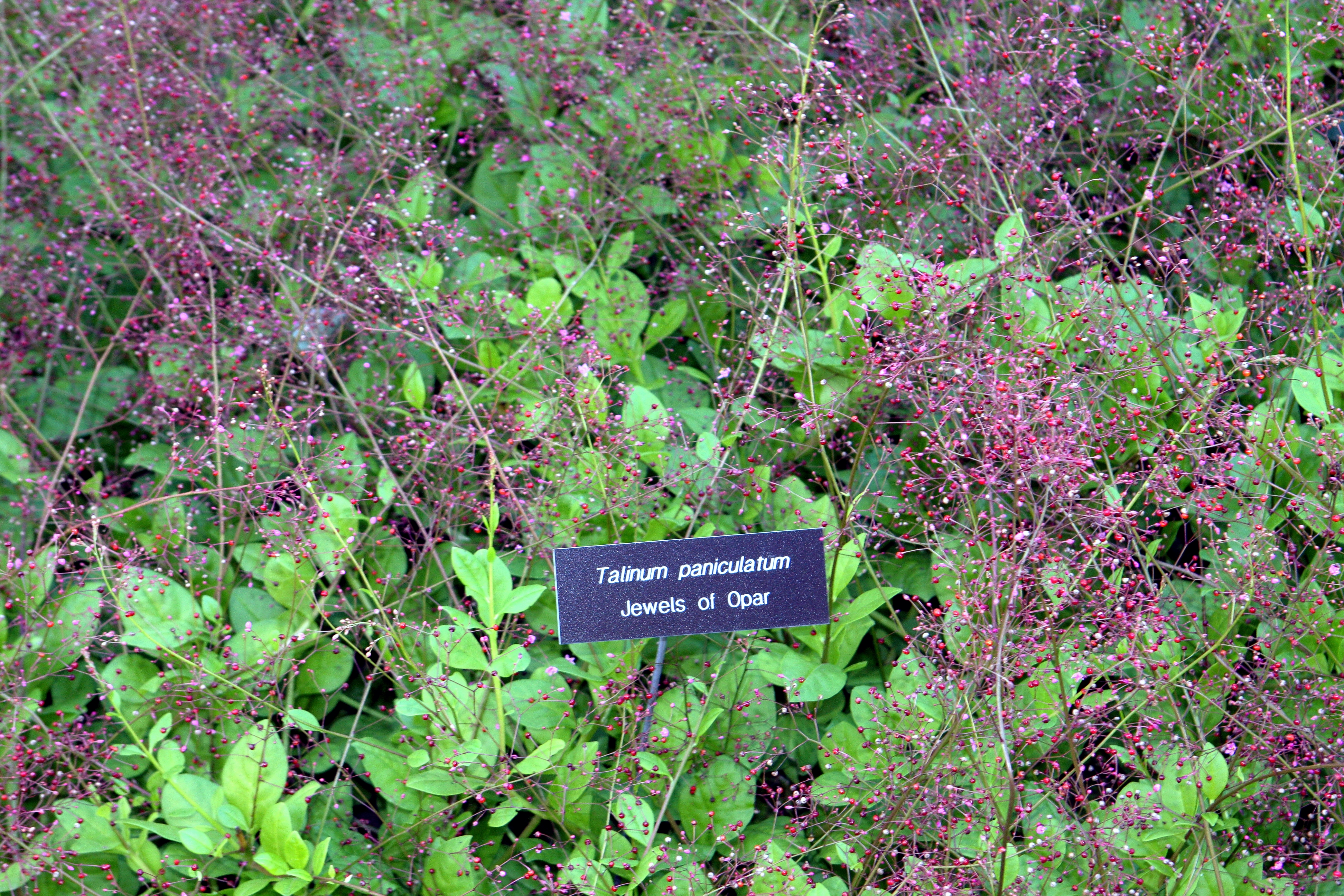
Aspect d'ensemble
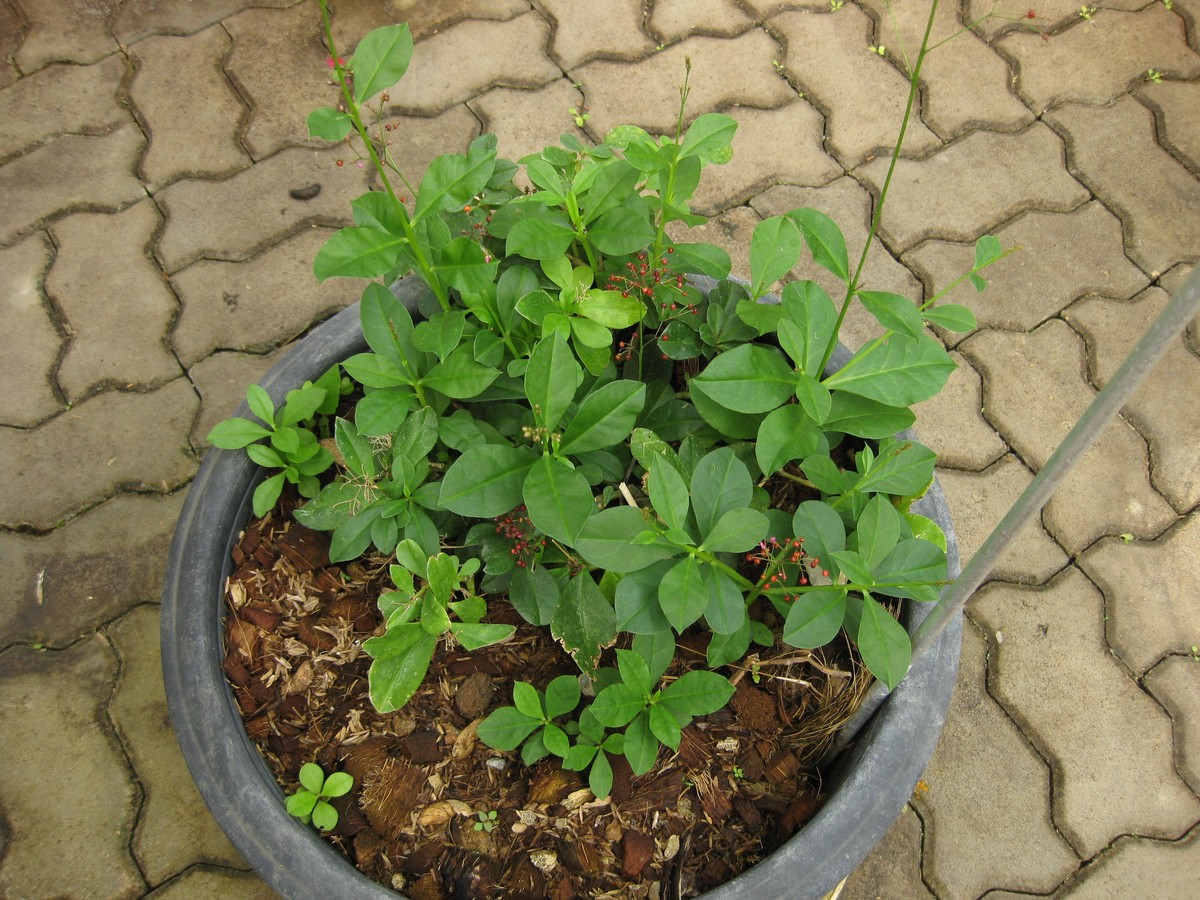
Plante en pot
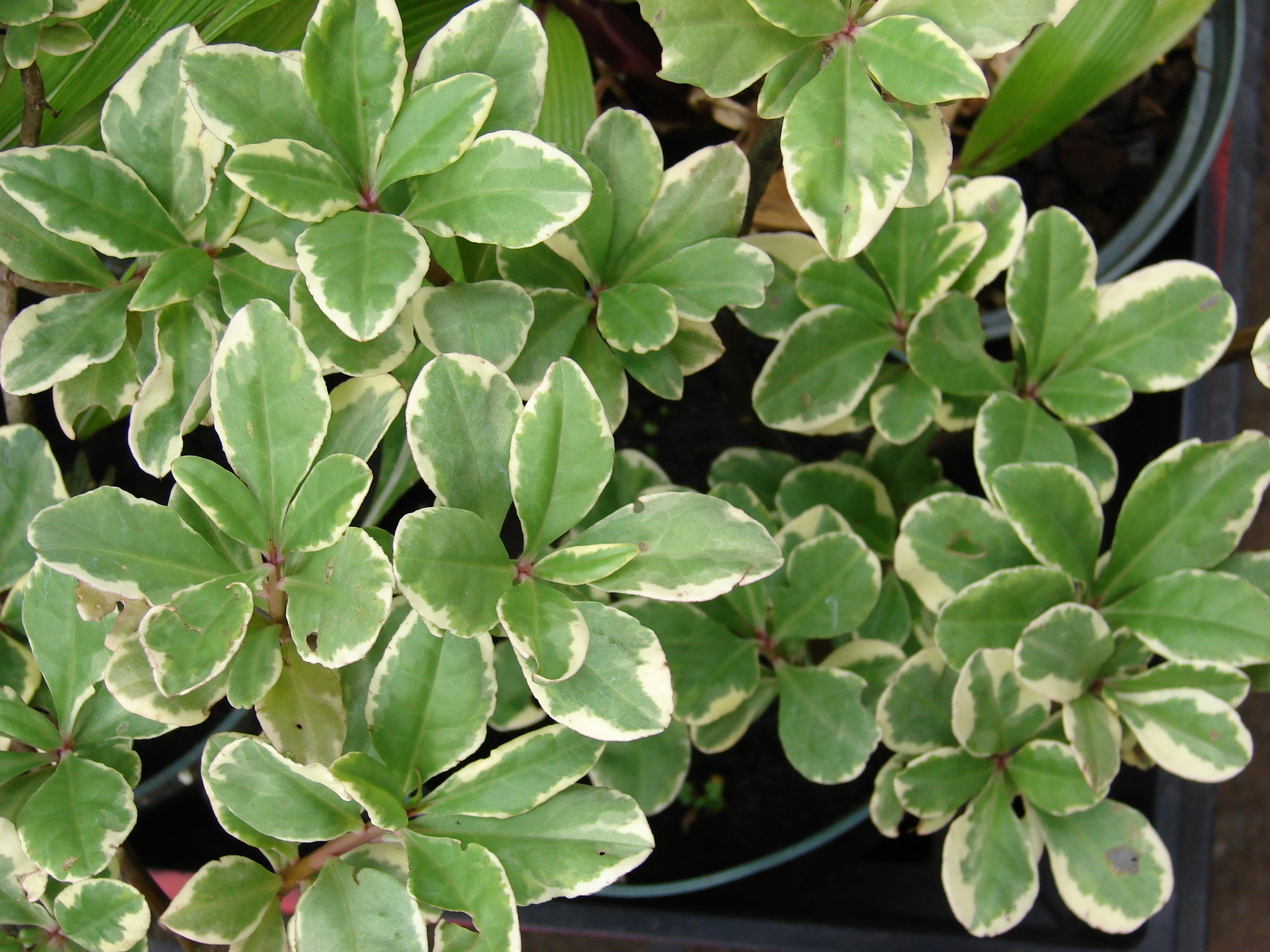
Variété panachée
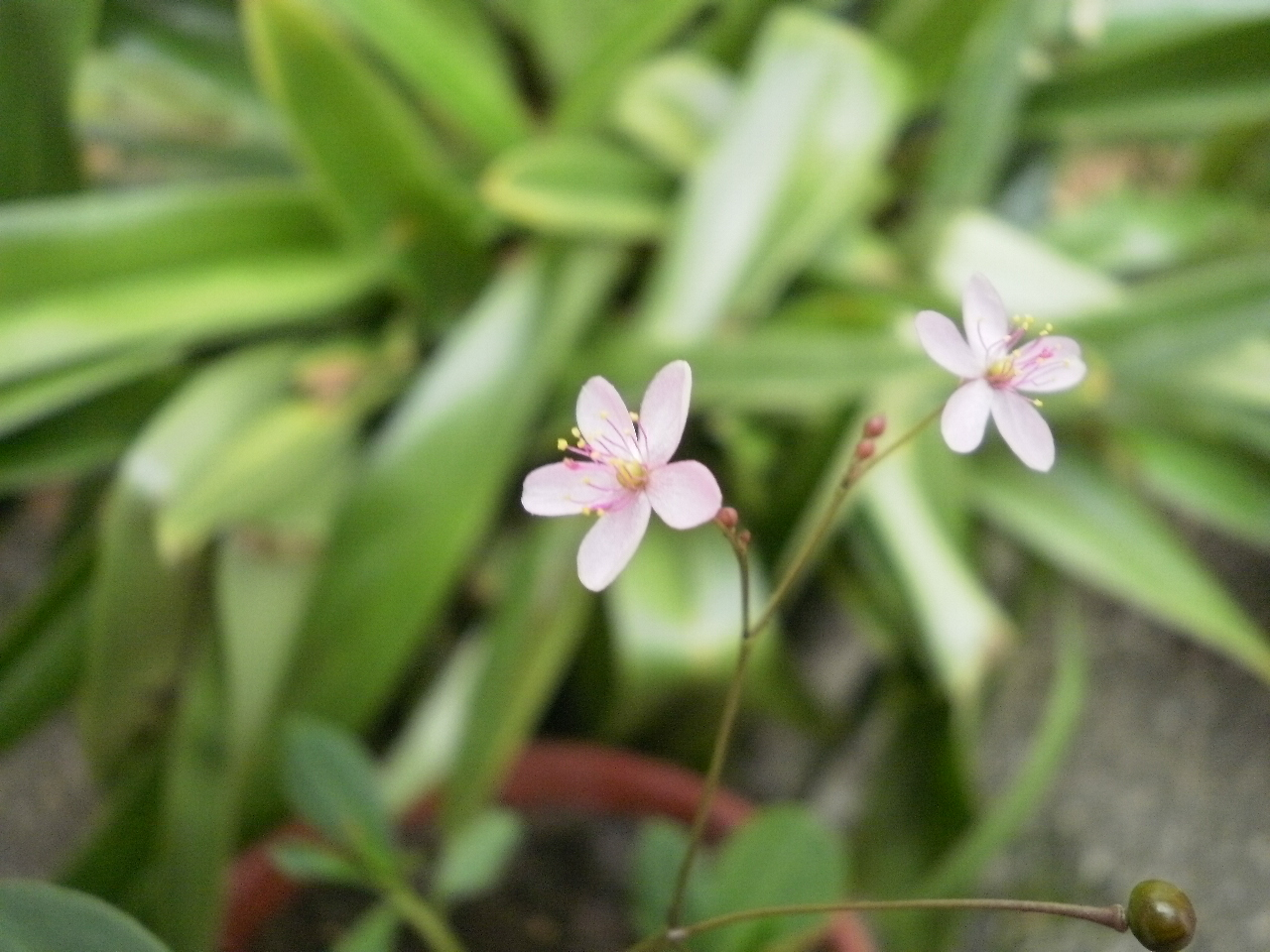
Fleurs
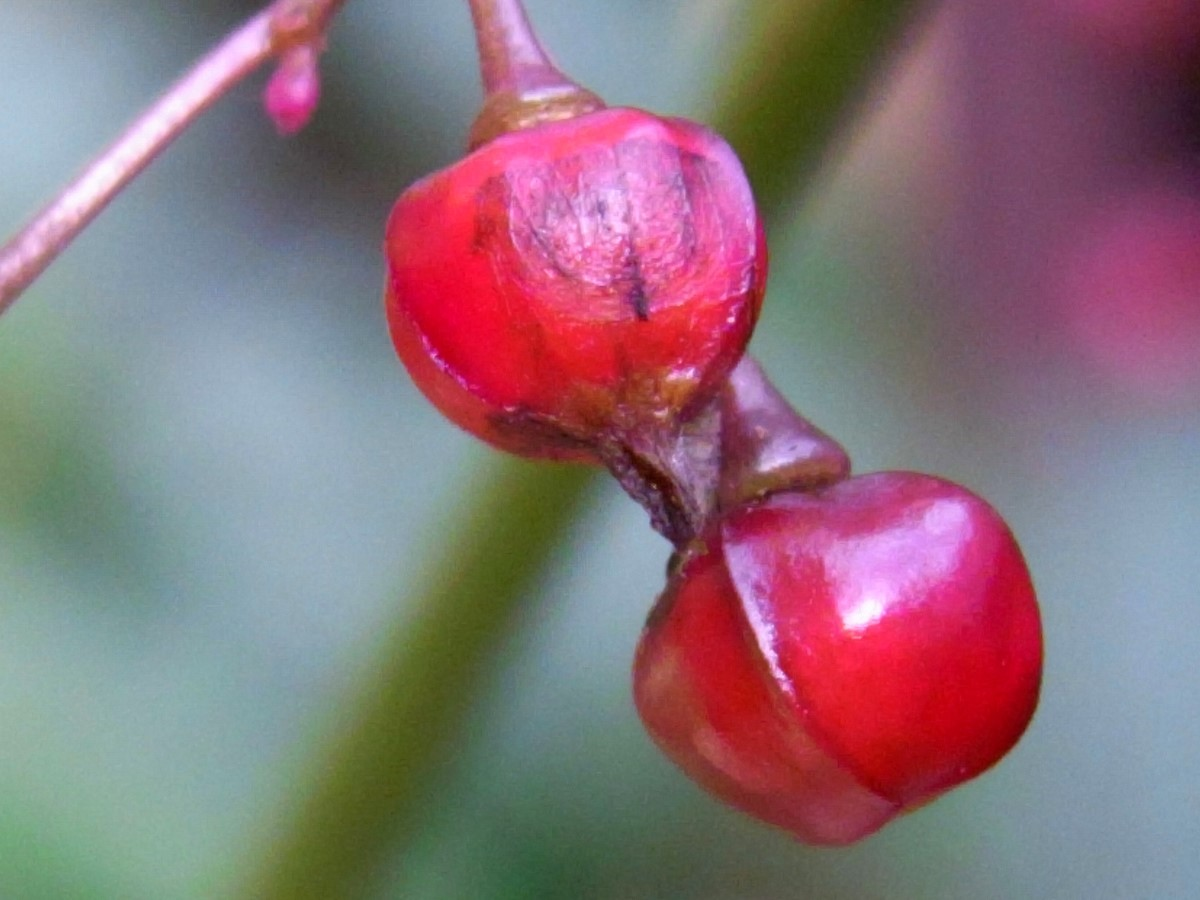
Fruits

## Répartition géographique
Cette espèce est probablement originaire des pays suivants : Paraguay, Uruguay et d'Amérique du Nord. Elle a été introduite notamment en Afrique et en Asie.

## Classification
L'espèce a été décrite en 1760 sous le basionyme de Portulaca paniculata par Nicolaus Joseph von Jacquin (1727-1817), puis recombinée dans le genre Talinum en 1791 par Joseph Gaertner (1732-1791).
En classification phylogénétique APG III (2009), Talinum paniculatum fait partie de la famille des Talinaceae, elle a été assignée par le passé à la famille des pourpiers ou Portulacées (Portulacaceae).

### Bases de référence
- (en) BioLib : Talinum paniculatum  (Jacq.) Gaertn. (consulté le 15 mai 2017)
- (en) Catalogue of Life : Talinum paniculatum (Jacq.) Gaertn. (consulté le 24 décembre 2020)
- (en) Flora of North America : Talinum paniculatum  (consulté le 15 mai 2017)
- (en) Flora of China : Talinum paniculatum  (consulté le 15 mai 2017)
- (en) Flora of Missouri : Talinum paniculatum  (consulté le 15 mai 2017)
- (en) GRIN : espèce Talinum paniculatum  (Jacq.) Gaertn. (consulté le 15 mai 2017)
- (fr + en) ITIS : Talinum paniculatum  (Jacq.) Gaertn. (consulté le 15 mai 2017)
- (en) NCBI : Talinum paniculatum (taxons inclus) (consulté le 15 mai 2017)
- (en) The Plant List : Talinum paniculatum (Jacq.) Gaertn.  (source : KewGarden WCSP) (consulté le 15 mai 2017)
- (en) POWO : Talinum paniculatum (Jacq.) Gaertn. (Syn. Talinum  Adans.) (consulté le 22 novembre 2021)
- (en) Tropicos : Talinum paniculatum (Jacq.) Gaertn. (Syn. Talinum  Adans.)  (+ liste sous-taxons) (consulté le 15 mai 2017)

- (en) World Flora Online : Talinum paniculatum (Jacq.) Gaertn. (Syn. Talinum  Adans.) (+descriptions) (consulté le 22 novembre 2021)